# Tomasa Carbo y Noboa
María Tomasa Josefa Silveria Carbo y Noboa (Guayaquil, 29 de junio de 1815 - ibídem, 3 de julio de 1903) fue la segunda esposa del presidente ecuatoriano Diego Noboa y Arteta, y como tal es reconocida como primera dama de la nación, título que ocupó entre el 8 de diciembre de 1850 y el 12 de septiembre de 1851.

## Biografía
Nacida en la ciudad de Guayaquil (entonces parte del Imperio español) el 29 de junio de 1815, era hija legítima del segundo matrimonio del coronel José Carbo Unzueta, militar realista guayaquileño que luchó contra la invasión del almirante Guillermo Brown en 1816, y su sobrina Genara Josefa Noboa y Arteta. Era por tanto hermana del célebre político Pedro Carbo Noboa, jefe supremo del Guayas en 1883.
En 1838 contrajo matrimonio con su tío materno Diego Noboa y Arteta, que era viudo de un primer enlace, y con quien tendría cuatro hijos. Después de que su esposo abandonara voluntariamente la presidencia de la República del Ecuador y se exiliara en casa de una de sus hermanas en Lima (1851-1855), Tomasa permaneció junto a sus hijos en la residencia que poseían en el centro de la ciudad de Guayaquil, ubicada en las actuales calles Malecón y Sucre, adquiriendo varias deudas para sobrevivir en ausencia del marido.
Existe una fotografía tomada durante en 1859, durante la celebración de sus setenta años de matrimonio, en la que también constan sus hijos, nietos e hijos políticos. Murió el 3 de julio de 1903 en la ciudad de Guayaquil a la avanzada edad de 98 años, habiendo sobrevivido a su esposo los 23 últimos. Sus restos descansan en el Cementerio General de Guayaquil, junto a los del expresidente.